# Метод Декарта — Эйлера
Метод Декарта-Эйлера — один из способов решения алгебраического уравнения четвёртой степени, названный в честь Декарта и Эйлера.

## История
Идея сведения решения уравнения четвёртой степени к кубическому восходит к Рене Декарту (1637), который использовал подобный подход в своей работе «Геометрия». Леонард Эйлер (1744) существенно развил и систематизировал метод, придав ему ту форму, в которой он обычно излагается. Поэтому метод носит имена обоих учёных.

## Описание метода
Для уравнения четвёртой степени вида {\displaystyle ax^{4}+bx^{3}+cx^{2}+dx+e=0}, найти такое кубическое уравнение вида {\displaystyle a_{3}z^{3}+a_{2}z^{2}+a_{1}z+a_{0}} с корнями {\displaystyle z_{1},z_{2},z_{3}}, которые различными сочетаниями дает корни исходного уравнения четвёртой степени
Математически, для уравнения {\displaystyle ax^{4}+bx^{3}+cx^{2}+dx+e=0}
{\displaystyle x_{1,2,3,4}=\pm {\sqrt {z}}_{1}\pm {\sqrt {z}}_{2}\pm {\sqrt {z}}_{3}-{\frac {b}{4a}}}
Где {\displaystyle z_{1},z_{2},z_{3}} — корни кубического уравнения вида
{\displaystyle z^{3}+z^{2}{\frac {p}{2}}+z{\frac {p^{2}-4r}{16}}-{\frac {q^{2}}{64}}=0}
{\displaystyle p={\frac {8ac-3b^{2}}{8a^{2}}}}
{\displaystyle q={\frac {b^{3}-4abc+8a^{2}d}{8a^{3}}}}
{\displaystyle r={\frac {-3b^{4}+16ab^{2}c-64a^{2}bd+256a^{3}e}{256a^{4}}}}

### Доказательство
Имеем уравнение вида
{\displaystyle ax^{4}+bx^{3}+cx^{2}+dx+e=0}
Путем замены {\displaystyle y=x+{\frac {b}{4a}}}, получаем
{\displaystyle y^{4}+py^{2}+qy+r=0}, где
{\displaystyle p={\frac {c}{a}}-{\frac {3b^{2}}{8a^{2}}}={\frac {8ac-3b^{2}}{8a^{2}}}}
{\displaystyle q={\frac {b^{3}}{8a^{3}}}-{\frac {bc}{2a^{2}}}+{\frac {d}{a}}={\frac {b^{3}-4abc+8a^{2}d}{8a^{3}}}}
{\displaystyle r=-{\frac {3b^{4}}{256a^{4}}}+{\frac {b^{2}c}{16a^{3}}}-{\frac {bd}{4a^{2}}}+{\frac {e}{a}}={\frac {-3b^{4}+16ab^{2}c-64a^{2}bd+256a^{3}e}{256a^{4}}}}
Представим корень как сумму {\displaystyle y=\alpha +\beta +\gamma }, в таком случае
{\displaystyle (\alpha +\beta +\gamma )^{4}+p(\alpha +\beta +\gamma )^{2}+q(\alpha +\beta +\gamma )+r=0}
Преобразовав получим
{\displaystyle (\alpha ^{2}+\beta ^{2}+\gamma ^{2})^{2}+(\alpha \beta +\beta \gamma +\gamma \alpha )(4(\alpha ^{2}+\beta ^{2}+\gamma ^{2})+2p)+4(\alpha ^{2}\beta ^{2}+\beta ^{2}\gamma ^{2}+\gamma ^{2}\alpha ^{2})+(\alpha +\beta +\gamma )(8\alpha \beta \gamma +q)+p(\alpha ^{2}+\beta ^{2}+\gamma ^{2})+r=0}
Пусть {\displaystyle 4(\alpha ^{2}+\beta ^{2}+\gamma ^{2})+2p=0} и {\displaystyle 8\alpha \beta \gamma +q=0}, тогда
{\displaystyle \alpha ^{2}+\beta ^{2}+\gamma ^{2}=-{\frac {p}{2}}}
{\displaystyle \alpha \beta \gamma =-{\frac {q}{8}}}
{\displaystyle \alpha ^{2}\beta ^{2}+\beta ^{2}\gamma ^{2}+\gamma ^{2}\alpha ^{2}={\frac {p^{2}-4r}{16}}}
Вспомним теорему Виета для кубического уравнения вида {\displaystyle a_{3}z^{3}+a_{2}z^{2}+a_{1}z+a_{0}=0}
{\displaystyle {\begin{cases}z_{1}+z_{2}+z_{3}=-{\dfrac {a_{2}}{a_{3}}}\\z_{1}z_{2}+z_{1}z_{3}+z_{2}z_{3}={\dfrac {a_{1}}{a_{3}}}\\z_{1}z_{2}z_{3}=-{\dfrac {a_{0}}{a_{3}}}\end{cases}}}
Заменяя {\displaystyle \alpha ^{2}=z_{1};\beta ^{2}=z_{2};\gamma ^{2}=z_{3}}, получим уравнение вида
{\displaystyle z^{3}+z^{2}{\frac {p}{2}}+z{\frac {p^{2}-4r}{16}}-{\frac {q^{2}}{64}}=0}
Находя корни {\displaystyle z_{1},z_{2},z_{3}}, находим {\displaystyle \alpha }; {\displaystyle \beta }; {\displaystyle \gamma }
{\displaystyle \alpha =\pm {\sqrt {z}}_{1};\beta =\pm {\sqrt {z}}_{2};\gamma =\pm {\sqrt {z}}_{3}}
Так как {\displaystyle y=\alpha +\beta +\gamma } и {\displaystyle y=x+{\frac {b}{4a}}} подставив, получаем
{\displaystyle x=\pm {\sqrt {z}}_{1}\pm {\sqrt {z}}_{2}\pm {\sqrt {z}}_{3}-{\frac {b}{4a}}}
Различными сочетаниями знаков, при соблюдении условия
{\displaystyle (\pm {\sqrt {z_{1}}})(\pm {\sqrt {z_{2}}})(\pm {\sqrt {z_{3}}})=-{\frac {q}{8}}}
получаем 4 корня исходного уравнения

## Особенности и ограничения
- Кубическая резольвента: Метод требует решения кубического уравнения, для чего существуют явные формулы (Формула Кардано), но они могут быть громоздкими.
- Комплексные корни: Если кубическая резольвента имеет комплексные корни, метод требует извлечения квадратного корня из комплексного числа для нахождения корней исходного уравнения 4-й степени. Это усложняет вычисления на практике.
- Выбор знаков: Необходимость проверки условия {\displaystyle \alpha \beta \gamma =-{\frac {q}{8}}} для выбора правильных комбинаций знаков добавляет шаг в вычислениях.
- Эффективность: По сравнению с некоторыми другими методами (например, методом Феррари), метод Декарта-Эйлера может быть менее эффективным для численного решения из-за необходимости работы с кубической резольвентой и комплексными числами в общем случае.